# G7
G7 (anglicky Group of Seven), v různých obdobích také G6 nebo G8, je sdružení největších ekonomicky vyspělých států světa – Francie, Itálie, Japonsko, Kanada, Německo, Spojené království a USA. Zastoupeny jsou i státy Evropské unie, které reprezentují předseda Evropské rady a předseda Evropské komise. 
Původně sdružení vzniklo jako G6, později se připojily i Kanada (1976) a Rusko (1997). Rusku bylo 18. března 2014 pozastaveno členství jako reakce na anexi Krymu. Dohromady státy G8 v roce 2011 vytvořily 51 % světového hrubého domácího produktu.[zdroj?]

## Historie
V roce 1975 byla vytvořena skupina G6 (Group of Six), na setkání svolaném francouzským prezidentem Valérym Giscardem d'Estaingem, kdy se šest tehdejších ekonomických velmocí (Francie, Západní Německo, Itálie, Japonsko, Spojené království a Spojené státy americké) dohodlo na každoročním setkávání. O rok později (1976) se na summitu v Portoriku ke skupině přidal sedmý člen – Kanada a vznikla tak skupina G7 (Group of Seven). Od roku 1977 se na pozvání Spojeného království účastní jednání i představitelé Evropské unie.
Rusko (tehdy jako Sovětský svaz) se začalo účastnit jednání už v roce 1991, od roku 1994 pořádalo samostatné mítinky se členy G7 (konaly se po hlavním summitu). Tato skupina se označovala jako P8 (Political 8) nebo G7 plus 1. Až v roce 1997, díky iniciativě tehdejšího prezidenta Spojených států Billa Clintona, se Rusko oficiálně připojilo ke G7 a vznikla tak skupina G8. Jednalo se však spíše o formální gesto prezidenta Clintona vůči ruskému prezidentu Borisi Jelcinovi. Toto rozhodnutí ale nezůstalo bez odezvy: v únoru 2005 požadovali dva američtí senátoři, Joe Lieberman a John McCain, odstoupení Ruska z G8 do doby, než ruský prezident Vladimir Putin nezajistí zlepšení dodržování lidských práv.
V roce 2014 bylo Rusko zbaveno členství ve skupině G8 v reakci na anexi Krymu. Skupina G8 se tak opět vrátila k původnímu formátu a opět se mluví o skupině G7.

## Struktura a aktivity
G7 je neformální sdružení, z čehož vyplývá, že nemá žádnou vnitřní strukturu či hierarchii jako mezinárodní organizace typu Světové banky. Nemá ani stálý sekretariát nebo kanceláře jednotlivých členů. Jednotlivé země se k 1. lednu pravidelně střídají v předsednictví. Předsedající země je zodpovědná za plánování a pořádání řady ministerských setkání vrcholících výročním summitem, který se koná většinou v červnu.
Na jednotlivých ministerských setkáních se probírají záležitosti společného zájmu i globálního významu a zahrnují témata jako zdraví, uplatňování zákona, práce, ekonomický a sociální rozvoj, energetika, životní prostředí, zahraniční záležitosti, právo, terorismus nebo obchod. Nejznámějším z těchto setkání je tzv. G7, jež odkazuje výhradně na výroční mítink ministrů financí sedmi členských zemí mimo Ruska. Je to z toho důvodu, že Rusko není považováno za tak důležitou ekonomickou sílu (z hlediska HDP), jakou je ostatních sedm států (v r. 2016 bylo Rusko co do objemu HDP až na dvanáctém místě v pořadí světových ekonomik  a v přepočtu HDP na obyvatele dokonce až na 71. místě ve světě )
V roce 2005 byla ve skotském Gleneagles založena také skupina G8+5, která se schází na vlastních mítincích určených pro ministry energetiky a ministry financí všech osmi členských zemí a dále Číny, Mexika, Indie, Brazílie a Jihoafrické republiky.

## Výroční summit
Summitu se účastní představitelé vlád všech sedmi členských států a od roku 1977 také Evropská unie, která je zastoupena předsedou Evropské komise a představitelem té země, jež daný rok předsedá Radě Evropské unie.
Dějiště summitu se každoročně cyklicky střídá v následujícím pořadí: Francie, Spojené státy americké, Spojené království, Německo, Japonsko, Itálie a Kanada. Hostující země je zodpovědná za pořádání celého summitu i za jeho agendu.
| Pořadí | Datum                            | Pořádající země    | Předseda/Předsedkyně                 | Dějiště                                           | Oficiální stránka                           |
| ------ | -------------------------------- | ------------------ | ------------------------------------ | ------------------------------------------------- | ------------------------------------------- |
| 1.     | 15. listopad – 17. listopad 1975 | Francie            | Valéry Giscard d'Estaing             | Rambouillet                                       |                                             |
| 2.     | 27. červen – 28. červen 1976     | USA                | Gerald Ford                          | San Juan, Portoriko                               |                                             |
| 3.     | 7. květen – 8. květen 1977       | Spojené království | James Callaghan                      | Londýn                                            |                                             |
| 4.     | 16. červenec – 17. červenec 1978 | Německo            | Helmut Schmidt                       | Bonn                                              |                                             |
| 5.     | 28. červen – 29. červen 1979     | Japonsko           | Masajoši Óhira                       | Tokio                                             |                                             |
| 6.     | 22. červen – 23. červen 1980     | Itálie             | Francesco Cossiga                    | Benátky                                           |                                             |
| 7.     | 20. červenec – 21. červenec 1981 | Kanada             | Pierre E. Trudeau                    | Montebello, Québec                                |                                             |
| 8.     | 4. červen – 6. červen 1982       | Francie            | François Mitterrand                  | Versailles                                        |                                             |
| 9.     | 28. květen – 30. květen 1983     | USA                | Ronald Reagan                        | Williamsburg, Virginie                            |                                             |
| 10.    | 7. červen – 9. červen 1984       | Spojené království | Margaret Thatcherová                 | Londýn                                            |                                             |
| 11.    | 2. květen – 4. květen 1985       | Německo            | Helmut Kohl                          | Bonn                                              |                                             |
| 12.    | 4. květen – 6. květen 1986       | Japonsko           | Jasuhiro Nakasone                    | Tokio                                             |                                             |
| 13.    | 8. červen – 10. červen 1987      | Itálie             | Amintore Fanfani                     | Benátky                                           |                                             |
| 14.    | 19. červen – 21. červen 1988     | Kanada             | Brian Mulroney                       | Toronto, Ontario                                  |                                             |
| 15.    | 14. červenec – 16. červenec 1989 | Francie            | François Mitterrand                  | Paříž, La Grande Arche                            |                                             |
| 16.    | 9. červenec – 11. červenec 1990  | USA                | George H. W. Bush                    | Houston, Texas                                    |                                             |
| 17.    | 15. červenec – 17. červenec 1991 | Spojené království | John Major                           | Londýn                                            |                                             |
| 18.    | 6. červenec – 8. červenec 1992   | Německo            | Helmut Kohl                          | Mnichov, Bavorsko                                 |                                             |
| 19.    | 7. červenec – 9. červenec 1993   | Japonsko           | Kiiči Mijazawa                       | Tokio                                             |                                             |
| 20.    | 8. červenec – 10. červenec 1994  | Itálie             | Silvio Berlusconi                    | Neapol                                            |                                             |
| 21.    | 15. červen – 17. červen 1995     | Kanada             | Jean Chrétien                        | Halifax, Nové Skotsko                             |                                             |
| -      | 19. duben – 20. duben 1996       | Rusko              | Boris Jelcin                         | Moskva (Mimořádný summit o nukleární bezpečnosti) |                                             |
| 22.    | 27. červen – 29. červen 1996     | Francie            | Jacques Chirac                       | Lyon                                              |                                             |
| 23.    | 20. červen – 22. červen 1997     | USA                | Bill Clinton                         | Denver, Colorado                                  |                                             |
| 24.    | 15. květen – 17. květen 1998     | Spojené království | Tony Blair                           | Birmingham (První oficiální summit G8)            |                                             |
| 25.    | 18. červen – 20. červen 1999     | Německo            | Gerhard Schröder                     | Kolín nad Rýnem, Severní Porýní-Vestfálsko        |                                             |
| 26.    | 21. červenec – 23. červenec 2000 | Japonsko           | Joširó Mori                          | Okinawa                                           |                                             |
| 27.    | 20. červenec – 22. červenec 2001 | Itálie             | Silvio Berlusconi                    | Janov                                             |                                             |
| 28.    | 26. červen – 27. červen 2002     | Kanada             | Jean Chrétien                        | Kananaskis, Alberta                               |                                             |
| 29.    | 2. červen – 3. červen 2003       | Francie            | Jacques Chirac                       | Évian-les-Bains                                   |                                             |
| 30.    | 8. červen – 10. červen 2004      | USA                | George W. Bush                       | Sea Island, Georgie                               |                                             |
| 31.    | 6. červenec – 8. červenec 2005   | Spojené království | Tony Blair                           | Gleneagles Hotel, Gleneagles / Muirton, Skotsko   |                                             |
| 32.    | 15. červenec – 17. červenec 2006 | Rusko              | Vladimir Putin                       | Strelna, Petrohrad                                | Archivováno 21. 4. 2015 na Wayback Machine. |
| 33.    | 6. červen – 8. červen 2007       | Německo            | Angela Merkelová                     | Heiligendamm, Meklenbursko-Přední Pomořansko      |                                             |
| 34.    | 7. červenec – 9. červenec 2008   | Japonsko           | Jasuo Fukuda                         | Toyako, Hokkaidó                                  |                                             |
| 35.    | 8. červenec – 10. červenec 2009  | Itálie             | Silvio Berlusconi                    | L'Aquila                                          |                                             |
| 36.    | 25. červen – 26. červen 2010     | Kanada             | Stephen Harper                       | Huntsville, Ontario                               |                                             |
| 37.    | 26. květen – 27. květen 2011     | Francie            | Nicolas Sarkozy                      | Deauville, Dolní Normandie                        |                                             |
| 38.    | 18. květen – 19. květen 2012     | USA                | Barack Obama                         | Huntsville, Camp David                            |                                             |
| 39.    | 17. červen – 18. červen 2013     | Spojené království | David Cameron                        | Lough Erne, Hrabství Fermanagh                    |                                             |
| 40.    | 4. červen – 5. červen 2014       | Belgie             | Herman Van RompuyJosé Manuel Barroso | Brusel                                            |                                             |
| 41.    | 7. červen – 8. červen 2015       | Německo            | Angela Merkelová                     | Zámek Elmau                                       |                                             |
| 42.    | 26. květen – 27. květen 2016     | Japonsko           | Šinzó Abe                            | Šima, Prefektura Mie                              |                                             |
| 43.    | 26. květen – 27. květen 2017     | Itálie             | Paolo Gentiloni                      | Taormina                                          |                                             |
| 44.    | 4. červen – 9. červen 2018       | Kanada             | Justin Trudeau                       | La Malbaie (Québec)                               |                                             |
| 45.    | 24. srpen – 26. srpen 2019       | Francie            | Emmanuel Macron                      | Biarritz (Nová Akvitánie)                         |                                             |
| 46.    | 2020                             | USA                |                                      | Odložen kvůli pandemii covidu-19                  |                                             |
| 47.    | 11. červen – 13. červen 2021     | Spojené království | Boris Johnson                        | St Ives (Cornwall)                                |                                             |
| 48.    | 26. červen – 28. červen 2022     | Německo            | Olaf Scholz                          | Zámek Elmau (Bavorsko)                            |                                             |
| 49.    | 2023                             | Japonsko           | Fumio Kišida                         | Hirošima                                          |                                             |
| 50.    | 2024                             | Itálie             | Giorgia Meloniová                    | Apulie                                            |                                             |
| 51.    | 15.–17. června 2025              | Kanada             | Mark Carney                          | Kananaskis, Alberta                               |                                             |